# Люблен
Люблен е село в Североизточна България. То се намира в община Опака, област Търговище.
Селото е разположено в живописна долина, между градовете Русе и Попово, на 8 км от общинския център град Опака. Селото е заобиколено от зеленина и притежава изключително живописни гледка.

## География
Селото се намира на около 25 км северно от гр. Попово и 25 км западно от гр. Разград. Разположено е върху три хълма между реките Черни Лом и Малки Лом. Характеризира се с равнинно-хълмист релеф със средна надморска височина 250 м. Климатът е умереноконтинентален, характеризиращ се с горещо лято, хладна зима и малки количества валежи. Селото се състои от следните махали: Горната махала, Долната махала, Новата махала, Турската махала и махала Юртлука.
Землищата му граничат с тези на селата Церовец (област Русе), Костанденец (област Разград), Захари Стояново, Садина, Крепча, Гърчиново и на град Опака (Област Търговище).

## История

### Античност
Налице са археологически свидетелства за населяване на района още от Античността. През 1965 г. при оран в землището на селото е намерена глава, отчупена от мраморна статуя. Представлява реалистично изображение на възрастен мъж. Находката предизвиква разкопки в местността „Гюлю ува “ от археолога Димитър Овчаров, интерпретирано като древнотракийското селище „Пимаза“. Между откритията е и ритуално погребение в дълбока стъпаловидна яма – кенотаф. Там е намерен уникален сребърен хирургически инструмент - той е с множество прибиращи се елементи, подобен на швейцарски сгъваем нож. Откритите монети отнасят погребението към 218 – 225 г. Това е времето на най-голям разцвет на тракийските провинции в Римската империя.

### Османски период
Най-старата джамия в Люблен е строена вероятно през 1419 г., а новопостроената е от 1998 г. По време на Османската империя името на селото е Даа Йени кьой (превод: горско ново село) и е споменато в османо-турски данъчен регистър от 1858 г. На 30 ноември 1883 г. е преименувано на Люблен, на името на Люблянския полк от Руско-турска война (1877 – 1878), преминал през селото и водил битки в землището на съседното село Садина.

## Население
Населението на селото през годините: (1934 г. – 1838 жители); (1946 г. – 1832 жители); (1956 г. – 1500 жители); (1965 г. – 1392 жители); (1975 г. – 996 жители); (1985 г. – 870 жители); (1992 г. – 811 жители); (2001 г. – 679 жители); (2011 г. – 500 жители).
В наши дни в селото живеят предимно турци и няколко семейства българи и англичани.

## Религии
- Християнство – източноправославно – изповядвано от българското население;
- Ислям – преобладаваща – мюслюмани-сунити – изповядван от турското население;

## Обществени институции
- Кметство;
- Народно читалище „Просвета“;
- Целодневна детска градина;
- ОУ „Васил Левски“ (закрито);
- Църковно настоятелство;
- Джамийско настоятелство;
- Медицински пункт;
- Земеделска кооперация „Христо Ботев“;

## Редовни събития
Традиционен селски събор на селото 29 октомври.

## Личности
- Тодор Мицев (1868 – 1930) – български революционер, кмет на селото;
- проф. Петко Цонев

## Други
В селото има 3 магазина, 2 бара, джамия, църква, поща, детска градина със занимания на английски заради няколкото английски семейства, които живеят в селото.

## Транспорт
Автобусна линия от автогара Попово-(Понеделник-Петък)Попово-Люблен(7:00ч;11:00ч;16:00ч). Люблен-Попово(8:00ч;13:10ч;17:00ч)